# Viktor Amadeus III av Sardinien
Viktor Amadeus III av Sardinien, it. Vittorio Amadeo III, född 26 juni 1726, död 16 oktober 1796, tillhörde dynastin Savojen. Han var son till kung Karl Emanuel III av Kungariket Sardinien och dennes andra maka Polyxena av Hessen-Rheinfels-Rotenburg. Vid faderns död 1773 blev Viktor Amadeus kung av Sardinien.

## Biografi
Viktor Amadeus var gift med Maria Antonia av Spanien, som var dotter till kung Filip V. Av deras tolv barn blev tre söner efter varandra kungar av Sardinien; Karl Emanuel IV, Viktor Emanuel I och Karl Felix. Dottern Marie Josèphe Louise (1753–1810) var gift med kung Ludvig XVIII av Frankrike och hennes syster Marie Thérèse (1756–1805) var gift med Ludvigs bror och efterträdare Karl X av Frankrike.
Viktor Amadeus III:s farmor var den franska prinsessan Anne av Orléans, som i sin tur var dotterdotter till den brittiske kungen Karl I. Sålunda kunde Viktor Amadeus göra anspråk på att få tillhöra den brittiska tronföljden; hans söner Karl Emanuel och Viktor Emanuel blev båda jakobitiska tronpretendenter.

## Galleri

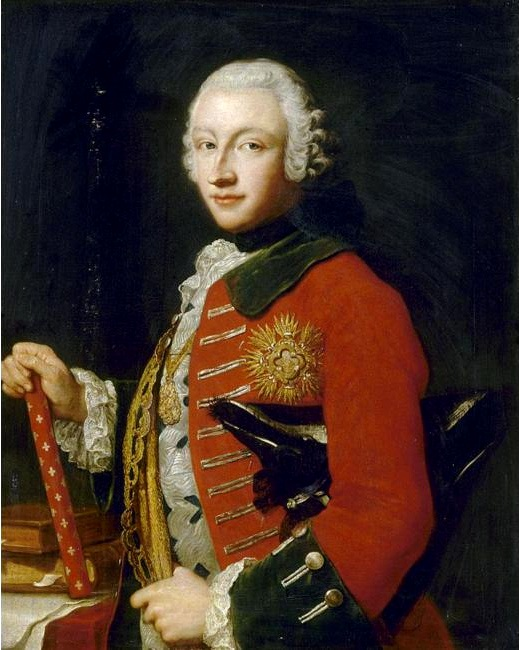
Viktor Amadeus